# Eleição municipal de Itabuna em 2020
A eleição municipal de Itabuna em 2020 foi realizada para eleger um prefeito, um vice-prefeito e 21 vereadores no município de Itabuna, no estado brasileiro da Bahia. Foram eleitos Augusto Narciso Castro (PSD) e Guinho (Cidadania) para os cargos de prefeito(a) e vice-prefeito(a), respectivamente. 
Seguindo a Constituição, os candidatos são eleitos para um mandato de quatro anos a se iniciar em 1º de janeiro de 2021. A decisão para os cargos da administração municipal, segundo o Tribunal Superior Eleitoral, contou com 150 220 eleitores aptos e 36 197 abstenções, de forma que 24.1% do eleitorado não compareceu às urnas naquele turno.

## Candidatos
Os candidatos que participaram das eleições municipais para o cargo de prefeito de Itabuna foram:
- Augusto Castro - PSD - 39,50%
- José Nilton "Capitão" Azevedo - PL - 17,22%
- Fernando Gomes - PTC - 15,35%
- "Doutor" Antonio Mangabeira - PDT - 10,16%
- "Doutor" Isaac Nery - AVANTE - 7,25%
- Geraldo Simões - PT - 5,46%
- Charliane Sousa - MDB - 3,17%
- Edmilton Carneiro - PSDB - 0,84%
- "Professor" Max dos Santos - PSOL - 0,71%
- Pedro Eliodório - UP - 0,19%
- Alfredo Melo - PV - 0,16%

## Vereadores eleitos
Foram eleitos os seguintes vereadores para a Câmara Municipal de Itabuna:
- Fabrício Dias Nunes da Silva (PMN) - 1.574 votos - 1,49%
- Manoel Carlos de Jesus Porfirio (PT) - 1.500 votos - 1,42%
- Sivaldo Nascimento dos Reis (PL) - 1.389 votos - 1,31%
- Francisco Edes Batista (Republicanos) - 1.305 votos - 1,23%
- Ricardo Dantas Xavier (Cidadania) - 1.290 votos - 1,22%
- Cosme Oliveira Rosa (PMN) - 1.278 votos - 1,21%
- Francisco Gomes dos Santos Filho (PSD) - 1.203 votos - 1,14%
- Ronaldo Geraldo dos Santos (PL) - 1.175 votos - 1,11%
- Alex Alves de Melo (PTC) - 1.159 votos - 1,10%
- Gilson Sousa de Jesus (PL) - 1.157 votos - 1,09%
- Luiz Alberto do Nascimento Roza (DC) - 1.113 votos - 1,05%
- Solon Pinheiro de Brito Lima (Solidariedade) - 1.076 votos - 1,02%
- Israel Alves Cardoso (PTC) - 1.052 votos - 0,99%
- Antonio Felix Nascimento (Solidariedade) - 1.024 votos - 0,97%
- Danilo Freitas Santos (PSL) - 941 votos - 0,89%
- Wilmaci de Oliveira (PCdoB) - 864 votos - 0,82%
- José Devaldo dos Santos (PP) - 774 votos - 0,73%
- José Erasmo Ávila Martins (PSD) - 743 votos - 0,70%
- Wanderson Pereira Leone (PDT) - 719 votos - 0,68%
- Adão Lima de Andrade (PSB) - 687 votos - 0,65%
- José Boaventura dos Santos (Avante) - 569 votos - 0,54%.